# Бойд, Дэниел
Дэниел Патрик Бойд (англ. Daniel Patrick Boyd), он же Сайфулла (англ. Saifullah, родился в 1970 году) — американский исламский террорист, лидер джихадистской группировки Роли, арестованный в июле 2009 года.

## Биография
Окончил среднюю школу Т. Ч. Уильямса в Александрии (штат Виргиния), был защитником команды по американскому футболу. Работал строителем, прежде чем в октябре 1989 года прибыл в Пакистан, где трудился механиком и помогал гражданскому населению. Проникшись идеологией исламизма, он принял ислам и имя «Сайфулла», после чего примкнул к моджахедам, воевавшим против советских войск в Афганистане. Ислам также приняла его подруга Сабрина незадолго до свадьбы с Дэниелом, а также его брат Чарльз, работавший инженером в Пакистане.
В июне 1991 года Дэниел и Чарльз были арестованы по обвинению в ограблении отделения банка United Bank в Хайятабаде, пригороде Пешавара. Обоих обвинили в сотрудничестве с партией «Хезб-е-Ислами Гульбуддин». В сентябре 1991 года шариатский суд приговорил каждого из братьев к штрафу, тюремному заключению и отрубанию правой руки и левой ноги (последняя часть приговора не была приведена в исполнение). Бойд воспротивился приговору, на суде воскрикнув, что это «не исламский суд, а суд неверных». Позже трудился в тюрьме, изготавливал ковры и стулья. В октябре 1991 года приговор был отменён. Дело вызвало широкий общественный резонанс в мире, а Бойд настаивал на том, что уголовное дело сфабриковал сотрудник банка, который продвигался по карьерной лестнице не без помощи жены и занимался мошенничеством.
По возвращении в США, в штат Северная Каролина Бойд занялся семьёй, воспитывая сыновей Дилана «Мухаммада», Захарию «Зака», Лукмана «Люка» Иззудина и Ноа и дочь Марьям. В июле 2004 года он создал частное предприятие Saxum Walls & Ceilings Inc. В апреле 2007 года его сын Люк погиб в автоаварии, а в том же году Бойд открыл в Гарнере магазин средиземноморских продуктов Blackstone Market с Абденассером Зури из Моррисвилля. Там продавалось халяльное мясо и закуски, экземпляры Коран на английском и арабском, а также находилось место для совершения молитвы. В 2008 году из-за всемирного финансового кризиса магазин закрылся.
27 июля 2009 года Бойд был арестован ФБР в городе Роли по обвинению в создании преступной джихадистской группировки, которая планировала совершить теракты за пределами США. Его обвинили в том, что он завербовал шестерых человек — своих сыновей Зака и Дилана, выходца из Косово Анеса Субашича, а также арабоговорящих Мухаммада Умара Али Хасана, Зияда Ягхи и Хизэна Шерифи — для осуществления убийств и похищений людей. Согласно тому же заключению, все задержанные проводили тренировки с оружием в Северной Калифорнии, а также неоднократно совершали поездки в Израиль (Сектор Газа), Иорданию и Косово для участия в джихаде. Одна из таких поездок состоялась в Израиль в 2007 году, однако банда не смогла реализовать там свои замыслы.
В защиту Бойда выступили члены мусульманской общины Северной Каролины и его соседи, заявив, что Дэниел был «добрым и преданным мусульманином», а если и являлся террористом, то «самым лучшим из всех когда-либо встречавшихся» соседям. Роберт, старший брат, обвинил власти в попытке поставить знак равенства между исламом и терроризмом, а также фабрикации уголовного дела. Жена Сабрина настаивала на невиновности мужа, а член Американского исламского общества Халила Сабра на пресс-конференции призвала не угрожать правосудию и напомнила, что Бойд участвовал в войне в Афганистане на стороне моджахедов при полной поддержке со стороны США, полагая, что это его патриотический долг.
5 августа 2009 года на слушании присутствовали более 100 человек — друзей, родственников и знакомых Бойда, которые полагали, что Бойд не нарушал законы США, поскольку хранение оружия и свобода слова являются незыблемыми правами граждан. 9 февраля 2011 года его признали виновным по двум пунктам обвинения: в связи с чистосердечным признанием Бойда и сотрудничеством со следствием ещё девять пунктов обвинения были сняты автоматически. 24 августа 2012 года Бойд, который дал показания в рамках уголовного дела против его сообщников, был приговорён к 18 годам лишения свободы, последующему испытательному сроку в 5 лет после освобождения и штрафу в 
3 тысячи долларов США.